# هوارد داگلاس گراهام
هوارد داگلاس گراهام (انگلیسی: Howard Graham؛ ۱۵ ژوئیه ۱۸۹۸ – ۲۸ سپتامبر ۱۹۸۶ (۸۸ ساله)) فرد نظامی اهل ایالات متحده آمریکا بود. وی همچنین برندهٔ جوایزی همچون نشان سلطنتی ویکتوریایی و نشان امپراتوری بریتانیا شده‌است.